# ویلیام مور (دوچرخه‌سوار)
ویلیام مور (انگلیسی: William Moore؛ زادهٔ ۲ آوریل ۱۹۴۷) دوچرخه‌سوار اهل بریتانیا است.
وی در مسابقات کشوری و بین‌المللی در مجموع برندهٔ ۱ مدال برنز شده‌است.